# Марцін Калиновський (дідич)
Марцін (Мартин) Калиновський гербу Калинова (пол. Marcin Kalinowski, близько 1525 — ?) — польський шляхтич, військовик, власник маєтків. Особистий ворог Северина Наливайка.

## Життєпис
Другий син Яна Калиновського — дідича Дятьківців та Кам'янки в Галицькій землі.
Перший з роду Калиновських гербу Калинова — власник Гусятина. Відняв землю у батька Северина Наливайка в Гусятині. Після опору постраждалого сильно побили, який від отриманих ран невдовзі помер. Під час повстання С. Наливайка останній особисто цікавився коморами кривдника, з яких забрали 16000 золотих, золоті та срібні прикраси, коштовний столовий посуд, ішні цінні речі, одяг. Також козаки забрали всі скриньки з привілеями на спадкові володіння, на що потім скаржився М. Калиновський (його загальні втрати склали 50000 золотих).
Тривалий час брав участь у військових кампаніях під керівництвом великого коронного гетьмана Єжи Язловецького.
Був власником чи посідачем Гусятина, Гуменців (з 1565 року), Нефедівки, Дем'янківців.

### Сім'я, діти
Дружина — Зофія Сецехівна з Щавінських гербу Правдич, донька войського кам'янецького Єнджея Сецеха з Городниці Щавінського (пол. Szczawiński). Діти:
- Валентій Александер
- Барбара — дружина Яна Лянцкоронського, мати реґіментаря, польного гетьмана коронного Станіслава Лянцкоронського[8]
- Дорота — дружина Рафаїла Дідушицького.[1][4]